# Melicharoptera polyneura
Melicharoptera polyneura är en insektsart som först beskrevs av Berg 1883.  Melicharoptera polyneura ingår i släktet Melicharoptera och familjen Dictyopharidae. Inga underarter finns listade i Catalogue of Life.